# Franc I. Habsburško-Lotarinški
Franc I. Avstrijski (polno ime Franz Joseph Karl von Habsburg-Lothringen), zadnji cesar Svetega rimskega cesarstva nemške narodnosti (kot Franc II.) in prvi avstrijski cesar (kot Franc I.), znani tudi kot dvojni cesar, * 12. februar 1768, Firence; † 2. marec 1835, Dunaj.
Franc, sin Leopolda II. in Marije Luize Burbonsko-Španske, je bil oženjen štirikrat; (1) z Elizabeto Württemberško, ki je kmalu po porodu umrla skupaj s hčerko, (2) s sestrično Marijo Terezijo Burbonsko-Neapeljsko »princeso Obeh Sicilij« s katero je imel dvanajst otrok, (3) s sestrično Marijo Ludoviko Modensko in (4) z Karolino Avgusto Bavarsko.

## Koalicijske vojne
Cesarsko krono je Franc nasledil v letu 1792, nakar so se je pod njegovo vladavino država zapletala z Napoleonovo Francijo v Koalicijske, oziroma Napoleonske vojne, kjer je Avstrija dolgo ostajala na strani poražencev. Tako se je morala kot poraženka za več let ali trajno odpovedati mnogim ozemljem. Posledica prehoda avstrijskih dežel pod nove oblastnike je bil tudi nastanek Ilirskih provinc leta 1809. Obnova oblasti in ponovno zavzetje izgubljenih dežel se je pričelo s šesto koalicijsko vojno proti Francozom (1812), ki se je nadaljevala v sedmo koalicijsko, po katerih je Avstrija na Pariškem mirovnem sporazumu (1814) in Dunajskem kongresu (1814-15) obnovila oblast nad nekdanjimi Ilirskimi provincami in nekaterimi ostalimi deželami.

## Razpust Rimsko-nemškega, proglasitev Avstrijskega cesarstva
Franc I. je 11. avgusta 1804 proglasil habsburške posesti za dedno Avstrijsko cesarstvo. S tem je odgovoril na Napoleonovo kronanje za francoskega cesarja. Kot avstrijski cesar je privzel vladarsko ime Franc I. Po porazu v bitki pri Austerlitzu in podpisu bratislavskega miru ob koncu leta 1805 je nemško cesarstvo dejansko prenehalo obstajati in Franc I. ga je formalno razpustil 6. avgusta 1806, po Napoleonovi ustanovitvi Renske konfederacije. S tem se je končalo dvoletno obdobje njegovega dvojnega cesarskega naslova.

## Sveta aliansa
Izvirno z namenom širitve krščanskih pridobitev, v bistvu pa za preprečitev širjenja revolucionarnih, demokratičnih idej ter nacionalnih gibanj in ohranjanja pridobitev Dunajskega kongresa je Franc I. z Rusijo in Prusijo sklenil vojaško-politično zvezo imenovano Sveta aliansa, ki je s svojim drugim kongresom v Ljubljani (1821) za trenutek v središče pozornosti postavilo dotlej malo znano Ljubljano. V soglasju s poslanstvom Svete alianse si je Franc I. skupaj s kanclerjem Metternichom prizadeval za krepitev absolutistične države (Metternichov absolutizem).